# 国防省 (オーストラリア)
国防省（こくぼうしょう、英語: Department of Defence）は、オーストラリアの連邦政府機関である。オーストラリア国防軍とともにオーストラリア国防機関（Australian Defence Organisation、ADO）を構成する。国防の任務は、オーストラリアとオーストラリアの国益の防衛である。国防省は、政府の防衛政策の効率性と有効性につき、国民のために議会に対して責任を負う。

## 組織
国防省は、11の主な部局で構成される。
- 能力開発グループ（Capability Development Group）
- 主任会計官グループ（Chief Finance Officer Group）
- 主任情報官グループ（Chief Information Officer Group）
- 防衛資器材機関（Defence Materiel Organisation）
- 防衛科学技術機関（Defence Science and Technology Organisation）
- 防衛支援グループ（Defence Support Group）
- 情報・保安グループ（Intelligence and Security Group）
- 人材戦略・方針（People Strategies and Policy）
- 戦略、調整・管理（Strategy, Coordination and Governance）

Defence Materiel Organisation（DMO）は、防衛装備の取得、維持及び処分を所管する法定の機関である。DMOは、国防省を構成するが、同時に独立して予算と業績について国防大臣に対して責任を負う。

## 二頭体制
軍人トップの国防軍司令官（Chief of the Defence Force、CDF）と文官トップ国防次官（Secretary, Department of Defence、SECDEF）が共同で国防軍を管理する。両者は直接、大臣に報告することになっており、オーストラリア国防機関の二頭体制は、オーストラリア連邦の省庁の中でも唯一の組織体制である。

### 国防次官
|                    | 在任      | 備考                         |
| ------------------ | --------- | ---------------------------- |
| Muirhead Collins   | 1901–1910 | 1906–1910はPethebridgeが代行 |
| Samuel Pethebridge | 1910–1918 | 1914–1918はTrumbleが代行     |
| Thomas Trumble     | 1918–1927 |                              |
| Malcolm Shepherd   | 1927–1937 |                              |
| Frederick Shedden  | 1937–1956 |                              |
| Edwin Hicks        | 1956-1968 |                              |
| Arthur Tange       | c.1970    |                              |
| Tony Ayers         | 1988-1998 |                              |
| Paul Barratt       | 1998-1999 |                              |
| Allan Hawke        | 1999–2002 |                              |
| Ric Smith          | 2002–2006 |                              |
| Nick Warner        | 2006–2009 |                              |
| Ian Watt           | 2009–2011 |                              |
| Duncan Lewis       | 2011–2012 |                              |
| Dennis Richardson  | 2012–2017 |                              |
| Greg Moriarty      | 2017–     |                              |

## 歴代の国防大臣
| 氏名                                                       | 期間            | 所属政党                                                |
| ---------------------------------------------------------- | --------------- | ------------------------------------------------------- |
| ジェームズ・ロバート・ディクソン James Robert Dickson      | 1901年          | 保護主義党                                              |
| ジョン・フォレスト John Forrest                            | 1901年          | 保護主義党                                              |
| ジェームズ・ドレイク James Drake                           | 1901年 - 1903年 | 保護主義党                                              |
| オースティン・チャップマン Austin Chapman                  | 1903年 - 1904年 | 保護主義党                                              |
| アンダーソン・ドーソン Anderson Dawson                     | 1904年          | オーストラリア労働党                                    |
| ジェームズ・ホワイトサイド・マッケイ James Whiteside McCay | 1904年 - 1905年 | 保護主義党                                              |
| トーマス・プレイフォード2世 Thomas Playford II             | 1905年 - 1907年 | 保護主義党                                              |
| トーマス・ユーイング Thomas Ewing                          | 1907年 - 1908年 | 保護主義党                                              |
| ジョージ・ピアース George Pearce                           | 1908年 - 1909年 | オーストラリア労働党                                    |
| ジョゼフ・クック Joseph Cook                               | 1909年 - 1910年 | 保護主義                                                |
| ジョージ・ピアース George Pearce                           | 1910年 - 1913年 | オーストラリア労働党                                    |
| エドワード・ミレン Edward Millen                           | 1913年 - 1914年 | 連邦自由党                                              |
| ジョージ・ピアース George Pearce                           | 1914年 - 1921年 | オーストラリア労働党 / オーストラリア・ナショナリスト党 |
| ウォルター・マッシー＝グリーン Walter Massy-Greene         | 1921年 - 1923年 | オーストラリア国民党                                    |
| エリック・ボーデン Eric Bowden                             | 1923年 - 1925年 | オーストラリア国民党                                    |
| ネヴィル・ハウズ Neville Howse                             | 1925年 - 1927年 | オーストラリア国民党                                    |
| トーマス・ウィリアム・グラスゴー Thomas William Glasgow    | 1927年 - 1929年 | オーストラリア国民党                                    |
| アルバート・グリーン Albert Green                          | 1929年 - 1931年 | オーストラリア労働党                                    |
| ジョン・デーリー John Daly                                 | 1931年          | オーストラリア労働党                                    |
| ベン・チフリー Ben Chifley                                 | 1931年 - 1932年 | オーストラリア労働党                                    |
| ジョージ・ピアース George Pearce                           | 1932年 - 1934年 | 統一オーストラリア党                                    |
| アーチデール・パークヒル Archdale Parkhill                 | 1934年 - 1937年 | 統一オーストラリア党                                    |
| ジョゼフ・ライオンズ Joseph Lyons                          | 1937年          | 統一オーストラリア党                                    |
| ハロルド・ソービイ Harold Thorby                           | 1937年 - 1938年 | オーストラリア国民党                                    |
| ジェフリー・ストリート Geoffrey Street                     | 1938年 - 1939年 | 統一オーストラリア党                                    |
| ロバート・メンジーズ Robert Menzies                        | 1939年 - 1941年 | 統一オーストラリア党                                    |
| ジョン・カーティン John Curtin                             | 1941年 - 1942年 | オーストラリア労働党                                    |
| ジョン・カーティン John Curtin                             | 1942年 - 1945年 | オーストラリア労働党                                    |
| ジャック・ビーズリー Jack Beasley                          | 1945年 - 1946年 | オーストラリア労働党                                    |
| フランク・フォード Frank Forde                             | 1946年          | オーストラリア労働党                                    |
| ジョン・デッドマン John Dedman                             | 1946年 - 1949年 | オーストラリア労働党                                    |
| エリック・ハリソン Eric Harrison                           | 1949年 - 1950年 | オーストラリア自由党                                    |
| フィリップ・マクブライド Philip McBride                    | 1950年 - 1958年 | オーストラリア自由党                                    |
| アソール・タウンレイ Athol Townley                         | 1958年 - 1963年 | オーストラリア自由党                                    |
| ポール・ハズラック Paul Hasluck                            | 1963年 - 1964年 | オーストラリア自由党                                    |
| シェーン・パルトリッジ Shane Paltridge                     | 1964年 - 1966年 | オーストラリア自由党                                    |
| アレン・フェアホール Allen Fairhall                        | 1966年 - 1969年 | オーストラリア自由党                                    |
| マルコム・フレーザー Malcolm Fraser                        | 1969年 - 1971年 | オーストラリア自由党                                    |
| ジョン・ゴートン John Gorton                               | 1971年          | オーストラリア自由党                                    |
| デヴィッド・フェアバーン David Fairbairn                   | 1971年 - 1972年 | オーストラリア自由党                                    |
| ランス・バーナード Lance Barnard                           | 1972年 - 1975年 | オーストラリア労働党                                    |
| ビル・モリソン Bill Morrison                               | 1975年          | オーストラリア労働党                                    |
| ジェームズ・キレン James Killen                            | 1975年 - 1982年 | オーストラリア自由党                                    |
| イアン・シンクレア Ian Sinclair                            | 1982年 - 1983年 | オーストラリア国民党                                    |
| ゴードン・スコールズ Gordon Scholes                        | 1983年 - 1984年 | オーストラリア労働党                                    |
| キム・ビーズリー Kim Beazley                               | 1984年 - 1990年 | オーストラリア労働党                                    |
| ロバート・レイ Robert Ray                                  | 1990年 - 1996年 | オーストラリア労働党                                    |
| イアン・マクラクラン Ian McLachlan                         | 1996年 - 1998年 | オーストラリア自由党                                    |
| ジョン・ムーア John Moore                                  | 1998年 - 2001年 | オーストラリア自由党                                    |
| ピーター・リース Peter Reith                               | 2001年          | オーストラリア自由党                                    |
| ロバート・ヒル Robert Hill                                 | 2001年 - 2006年 | オーストラリア自由党                                    |
| ブレンダン・ネルソン Brendan Nelson                        | 2006年 - 2007年 | オーストラリア自由党                                    |
| ジョエル・フィッツジボン Joel Fitzgibbon                   | 2007年 - 2009年 | オーストラリア労働党                                    |
| ジョン・フォークナー John Faulkner                         | 2009年 - 2010年 | オーストラリア労働党                                    |
| スティーブン・スミス Stephen Smith                         | 2010年 - 2013年 | オーストラリア労働党                                    |
| デビッド・ジョンストン David Johnston                      | 2013年 - 2014年 | オーストラリア自由党                                    |
| ケビン・アンドリューズ Kevin Andrews                       | 2014年 - 2015年 | オーストラリア自由党                                    |
| マリーズ・ペイン en:Marise Payne                           | 2015年 - 2018年 | オーストラリア自由党                                    |
| クリストファー・パイン en:Christopher Pyne                 | 2018年 - 2019年 | オーストラリア自由党                                    |
| リンダ・レイノルズ en:Linda Reynolds                       | 2019年 - 2021年 | オーストラリア自由党                                    |
| ピーター・ダットン en:Peter Dutton                         | 2021年 - 2022年 | オーストラリア自由党                                    |
| リチャード・マールズ en:Richard Marles                     | 2022年 -        | オーストラリア労働党                                    |